# John Crome
John Crome (22. prosince 1768 v Norwichi – 22. dubna 1821, tamtéž) byl anglický malíř a grafik, spolu s Johnem Sellem Cotmanem úhlavní představitel tzv. Norwichské malířské školy. Maloval především krajiny, měl oblíbené oblohy plné načechraných mraků a často také maloval pohledy na staré stromy. Říkalo se mu také Old Crome, aby se odlišil od svého syna Johna Berneyho Cromea (1794–1842), jenž byl též malířem.

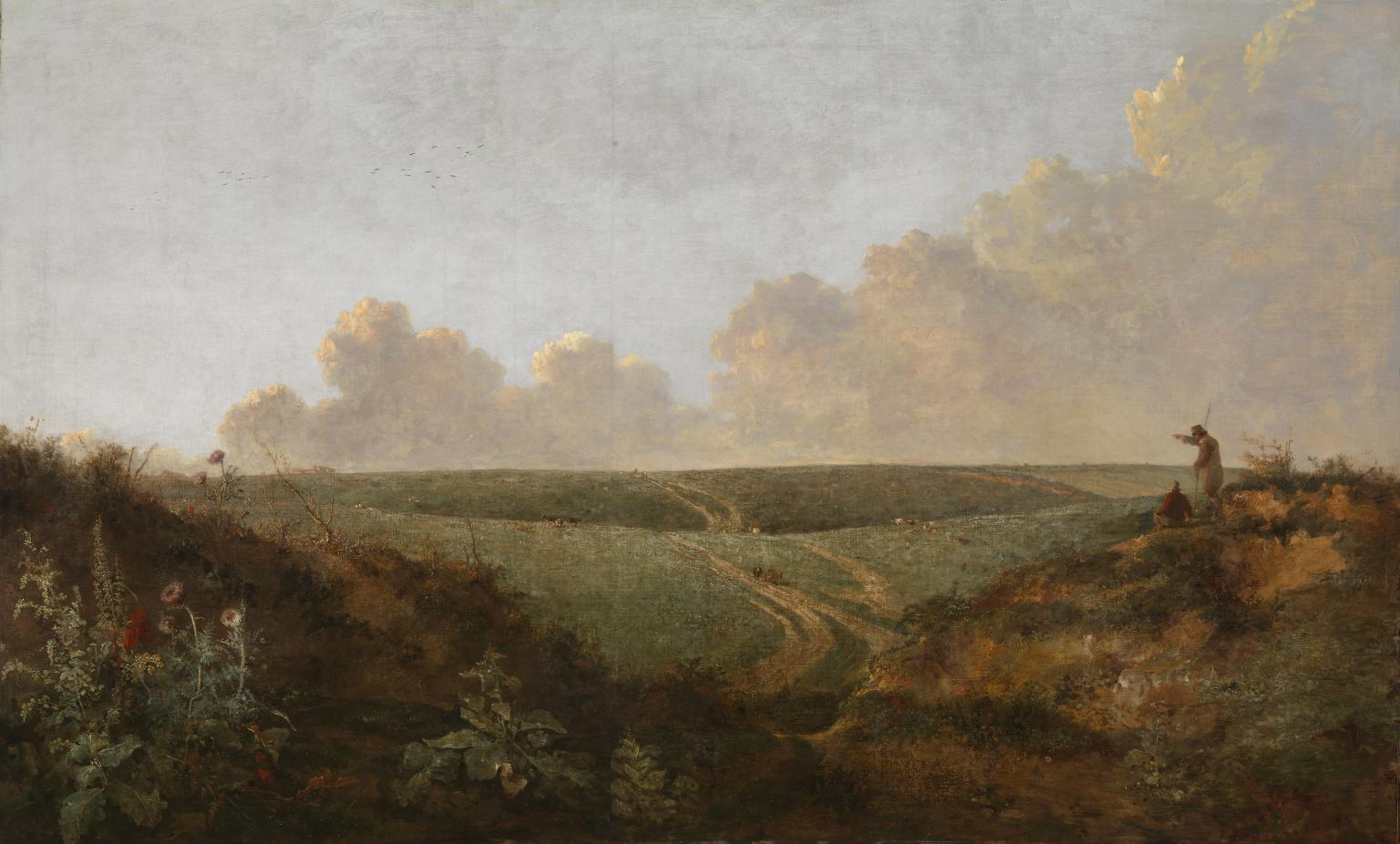
Krajina
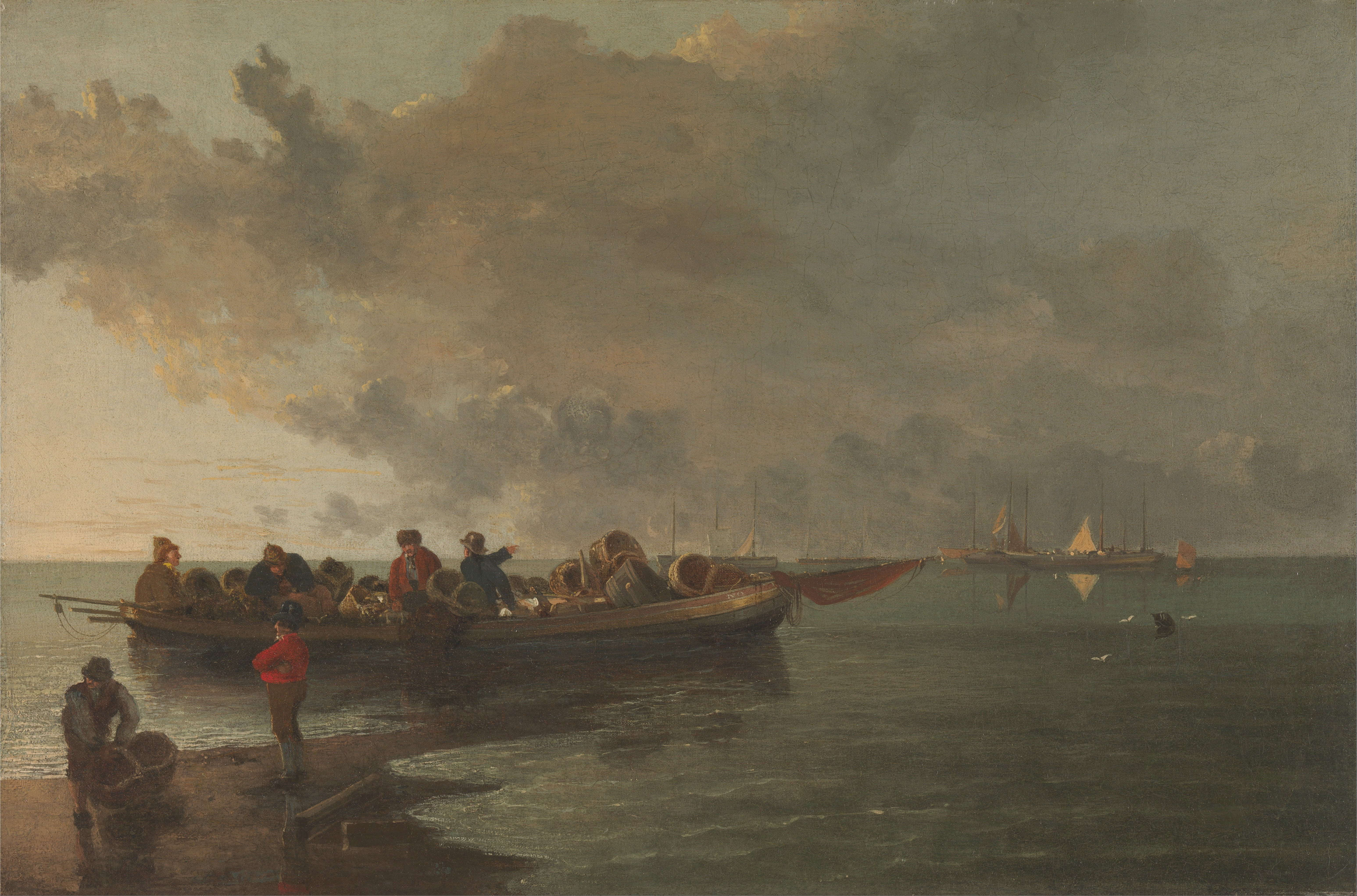
Bárka se zraněným vojákem